# Bossen van Hees
De Bossen van Hees betreft een bos- en natuurgebied ten noorden van Zelem in Limburg (Belgische provincie). Het bos is vernoemd naar de buurtschap Hees, waar het ten zuiden van is gelegen. De oppervlakte van het geheel bedraagt ruim 100 ha.

## Gebiedsomschrijving
Het bos bevindt zich op de getuigenheuvels ten noorden van de Zwarte Beek, waar aan de zuidkant een steilrand is, terwijl aan de noordkant de heuvel veel geleidelijker lager wordt. Dit betreft de Heuvel van Hees. Ten noorden van deze heuvel loopt de Heesbeek parallel aan de Zwarte Beek, ten noorden waarvan zich op het gebied van Vlaams-Brabant de Barenberg bevindt. De heuvels hebben hier hoogten tot ruim 30 meter boven zeeniveau.
Het grootste deel van het boscomplex is eigendom van de gemeente Halen waar Zelem toe behoort. Buiten deze kern liggen diverse percelen die eigendom zijn van particulieren en van stichtingen.
Kende het gebied vroeger een gevarieerd bodemgebruik, sinds het einde van de 19e eeuw werd op grote schaal productiebos aangeplant ten behoeve van de levering van mijnhout. Grove den en Corsicaanse den vormden de belangrijkste soorten en ook Amerikaanse eik werd veel aangeplant. Het huidige bomenbestand (2015) is ongeveer 60 jaar oud. Het bos kent ook enkele bosweiden en ruigten die het gevolg zijn van vroegere steengroeven.

## Flora en fauna
Enkele vochtige heidegebiedjes kennen soorten als Wilde gagel, Melkeppe, Slangenwortel en Waterscheerling. Tot de vogels kunnen worden gerekend: Boomkruiper, Boomklever, Groene specht, Grote bonte specht, Kleine bonte specht en Zwarte specht. Ook vindt men er de Kruisbek en het Vuurgoudhaantje. Verder is er een dassenburcht en werd de boommarter gesignaleerd. Bijzondere insectensoorten zijn Wortelboktor en Bruine winterjuffer. Daarnaast verdient de Kale bosmier aandacht.
In 2007 werd een bosbeheerplan opgesteld, dat voorziet in de geleidelijke omvorming van naaldbos naar loofbos, waarbij getracht wordt de overheersing van exotische boom- en struiksoorten tegen te gaan en een meer natuurlijk en afwisselend bos te scheppen.